# Jan Železný (cardeal)
Jan Železný, O. Præm. (Praga, cerca de 1360 – Esztergom, 9 de outubro de 1430) foi um monge e cardeal boêmio da Igreja Católica, que foi bispo de Olomouc.

## Biografia
Entrou na Ordem dos Cônegos Regulares de Premontre (Premonstratenses ou Norbertinos) na abadia de Strahovice. Foi reitor de Vyšehrad.
Eleito bispo de Litomyšl, na Boêmia, pelo Papa Urbano VI, em 1389, recebeu a ordenação episcopal em 28 de abril de 1389. Foi conselheiro do rei Venceslau IV da Boêmia e pouco tempo depois, ele era um amigo de confiança do rei húngaro Sigismundo. Durante a segunda prisão do rei Venceslau IV, de 1402 a 1403, ele foi nomeado pelo rei Sigismundo administrador do reino.
Administrador da Diocese de Olomouc, de 14 de dezembro de 1416 até 1418, foi nomeado seu bispo, em 21 de setembro de 1416, mas foi confirmado apenas em 14 de fevereiro de 1418, ocupando a sé até sua morte e mantendo a administração de Litomyšl até 1420. Participou do Concílio de Constança. Foi nomeado administrador apostólico da Arquidiocese de Praga por Papa Martinho V em 13 de agosto de 1421, ocupando também este posto até sua morte; ele havia tentado três vezes tornar-se arcebispo daquela sé.
Foi criado cardeal pelo Papa Martinho V no Consistório em 24 de maio de 1426, recebendo o título de cardeal-presbítero de São Ciríaco nas Termas de Diocleciano em 27 de maio.
Ele não hesitou em combater os hereges de armas na mão e montado em seu cavalo, usando armaduras; por isso e sua intrepidez, foi chamado de "Ferreous". Durante os últimos quatro anos de sua vida, ele frequentemente residiu na corte do rei Sigismundo na Hungria. Em 1429, foi nomeado administrador apostólico da Diocese de Vác.
Morreu em 9 de outubro de 1430, em Esztergom.